# 西樓角花園
西樓角花園是香港新界荃灣區的一個花園，由康樂及文化事務署管理，佔地2748平方米，毗鄰港鐵荃灣站，每日24小時開放。其上層連接荃灣行人天橋網絡，下層則建有多用途活動中心。花園於1987年建成，是當時香港拓展署環境美化工程之一，而其重建工程則是香港民政事務總署社區重點項目計劃（荃灣區）的工程項目之一（工程計劃編號：461RO），耗資9500萬港元，並帶來了「大白象」工程、大量伐木和偷步展開工程、對附近居民構成滋擾等爭議。重建工程於2016年11月11日正式動土，而花園於同月7日提早關閉，以便工程進行。工程完成後，花園於2019年9月25日重新開放。

## 歷史

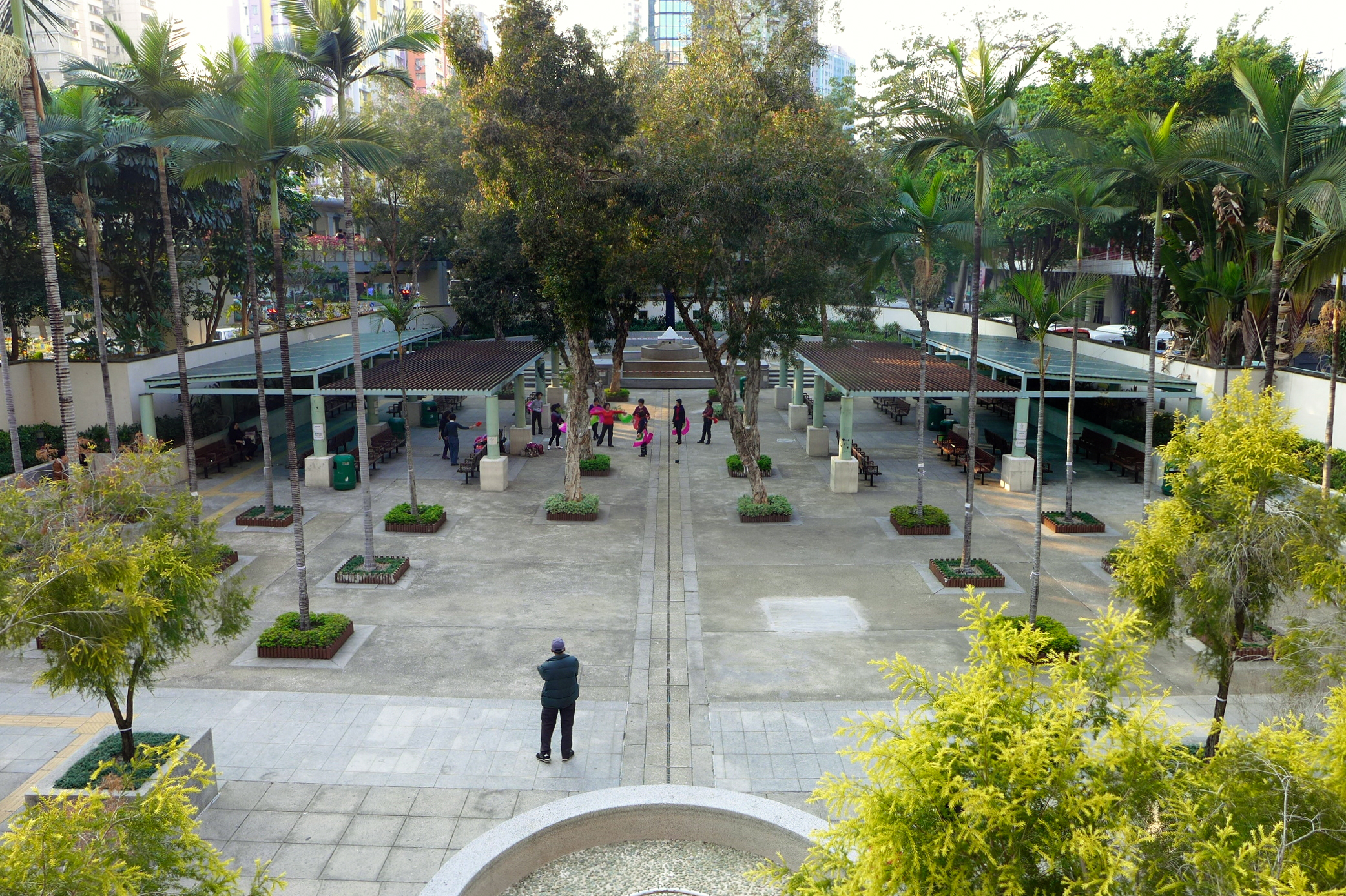
重建前的西樓角花園（2015年1月19日攝）

西樓角花園位於荃灣市中心，佔地2748平方米，於1987年建成，是前拓展署環境美化工程之一。西樓角花園本來位於地面，雖然鄰近港鐵荃灣站，但與其出口不存在任何直接連接的通道，使用率（尤其是平日）偏低。花園當時的特色是噴泉與休憩處對稱的設計，而花園內也種有73棵樹。花園也設有涼亭和座椅等設施。
適逢香港政府推行社區重點項目計劃，荃灣區議會建議把花園重建成平台花園，並闢設多條接駁通道（包括供傷殘人士使用的通道），連接荃灣站外既有行人天橋網絡，並在花園地面興建一間多用途活動中心舉辦中、小規模的社區活動，以改善進出西樓角花園不便的情況及設置各類社區設施，從而更善用花園。荃灣區議會和香港立法會工務小組委員會分別在2013年3月26日和2015年6月30日通過進行該項重建工程。花園於2016年11月7日關閉，以便工程進行，而工程則於同月11日正式動土開工。工程中採用了多種節能裝置和可再生能源技術，包括裝有二氧化碳感應器的清新空氣供應監控系統及太陽能照明裝置。工程期間，花園出現了設計變更的情況，例如原來的設計是三張帆布，其後變成三塊網。
時任荃灣區議會議員羅少傑在2019年7月17日接受香港01採訪時稱重建工程於當時已經大致完成，而花園於2019年9月25日重新開放。重新開放後，花園内曾有播放紀錄片《地厚天高》和《消失的檔案》的放映會活動。西樓角花園在重建完成後比以往更受歡迎。

### 重建工程明細
花園重建工程的詳細範圍包括：
1. 把近富華中心的一塊佔花園面積一半的用地加高至行人天橋的水平，以興建一個平台花園，連接富華中心既有的高架行人通道；
2. 在新建的平台花園下方興建一間多用途活動中心，內設一間多用途活動室及其他所需附屬設施；
3. 設置花槽及種植花木如小型草地，以提供公眾休憩用地；
4. 在花園的另一面興建一個綠化平台，並興建一條行人吊橋連接青山公路－荃灣段的既有行人天橋及平台花園；以及
5. 在新建的綠化平台下方興建供多用途活動中心及花園使用的輔助設施，例如電力變壓房、總電掣房及泵房等。

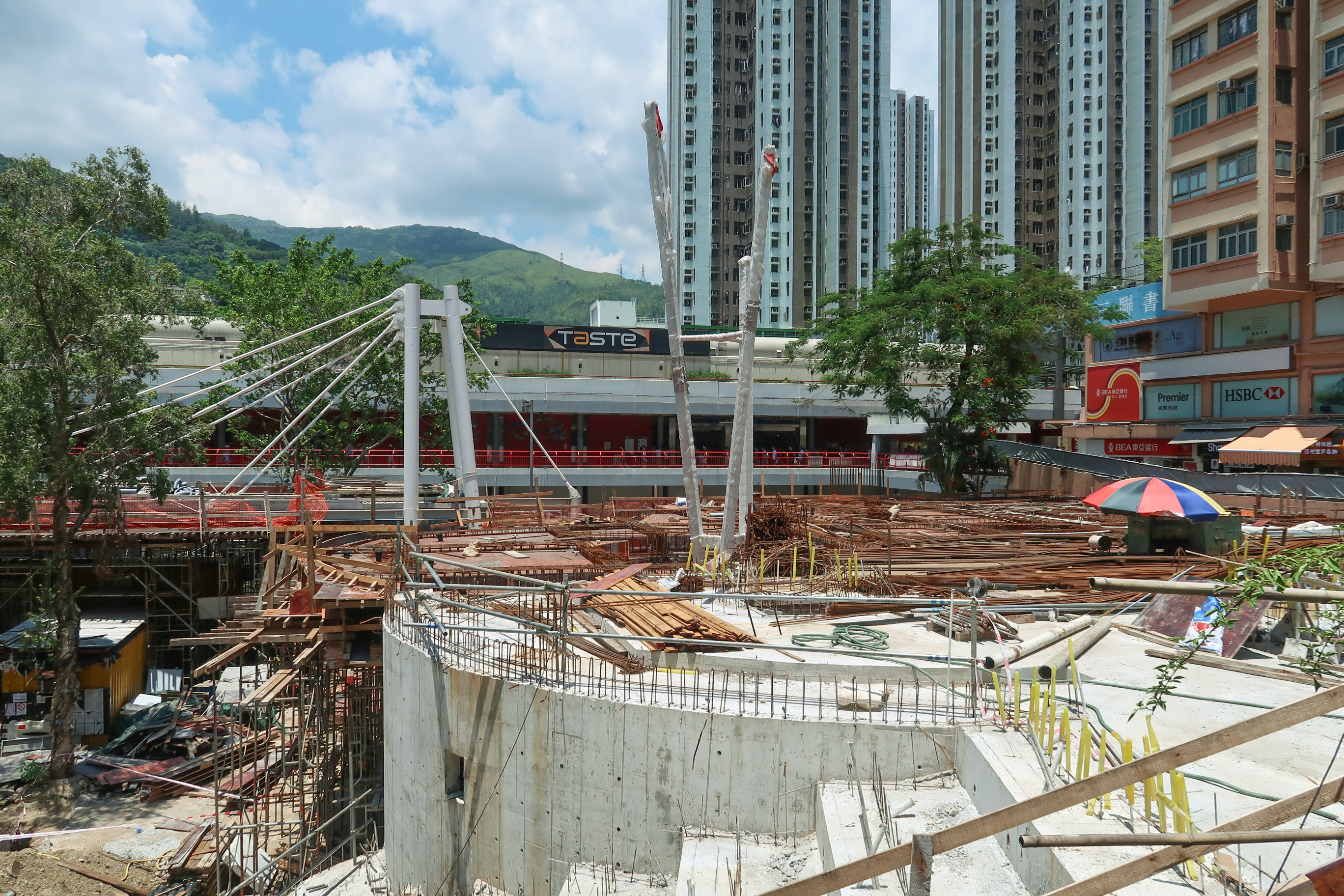
重建中的西樓角花園（2018年7月29日攝）
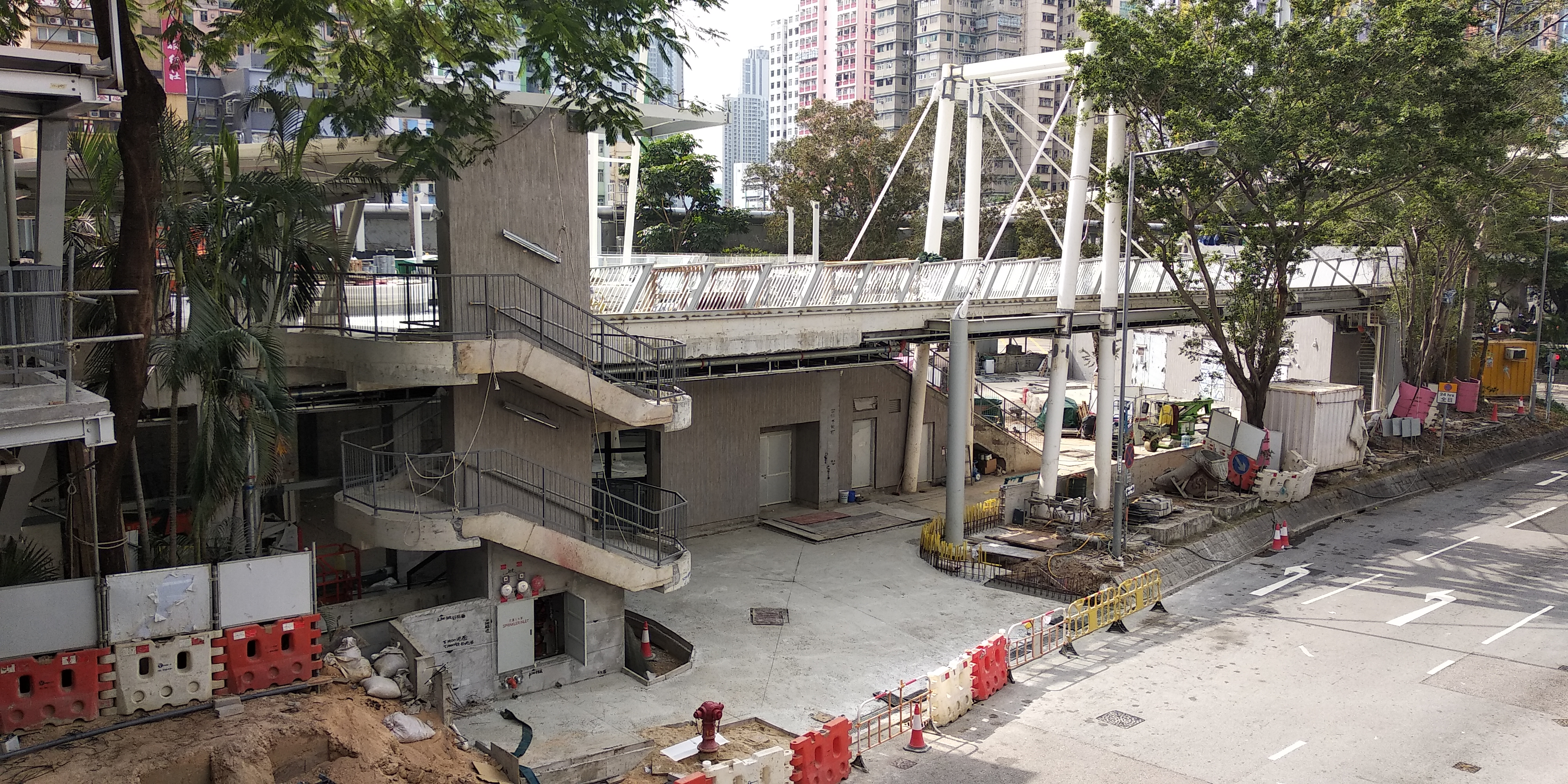
重建中的西樓角花園（2018年12月30日攝）
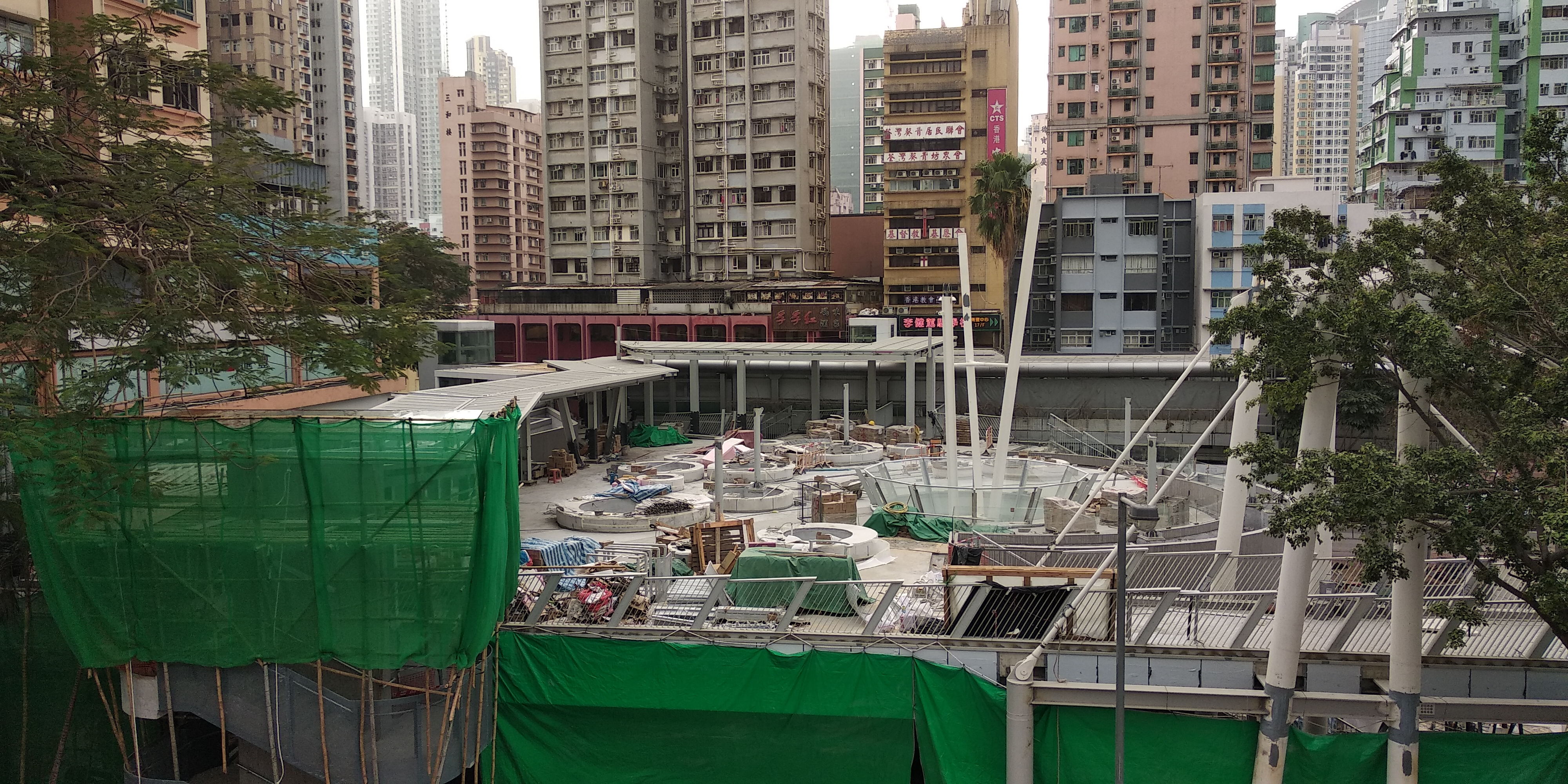
重建中的西樓角花園（2019年2月8日攝）

## 設計及設施
重建後的西樓角花園由杜立基規劃顧問有限公司規劃。花園分為上、下兩層，以階梯式設計連接。花園平台及地面的部分地方設置園景，以收環保和美化之效，而機房面向大河道的外牆亦會飾以垂直綠化。除此以外，花園亦設有不少「打卡位」。時任荃灣區議會主席陳耀星於2015年接受立場新聞採訪時稱，重建後的花園採用開放式設計，方便市民做運動和耍太極。

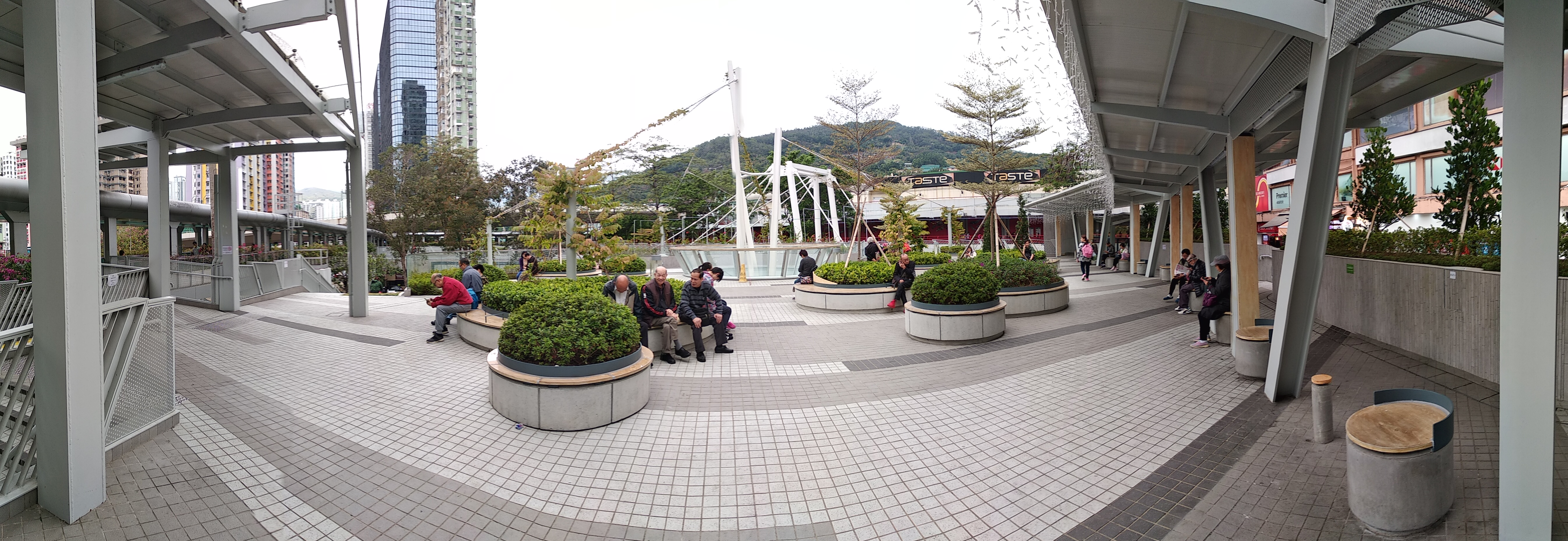
西樓角花園上層全景圖
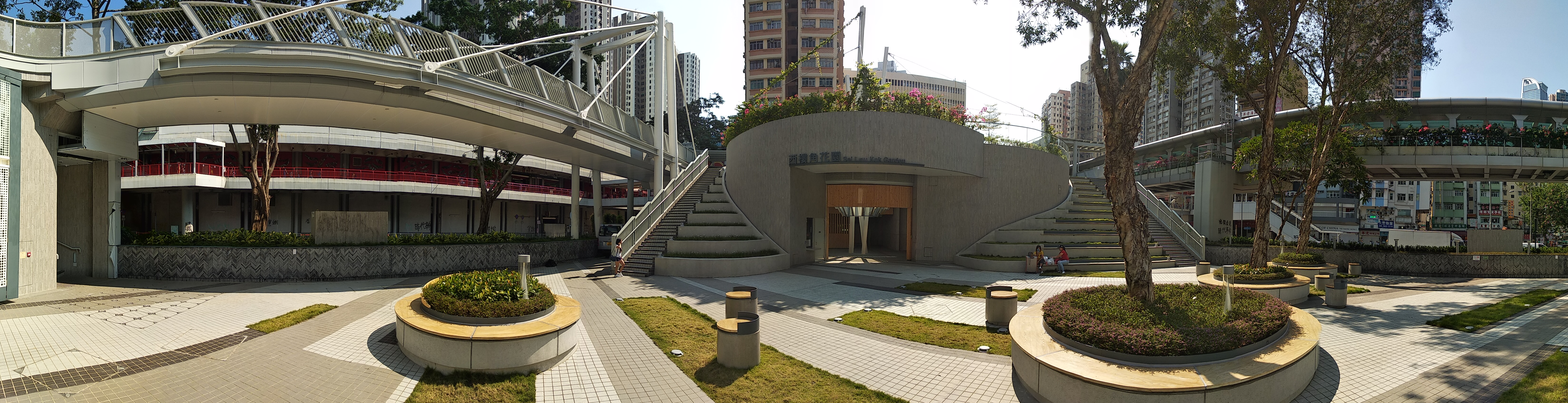
西樓角花園下層全景圖
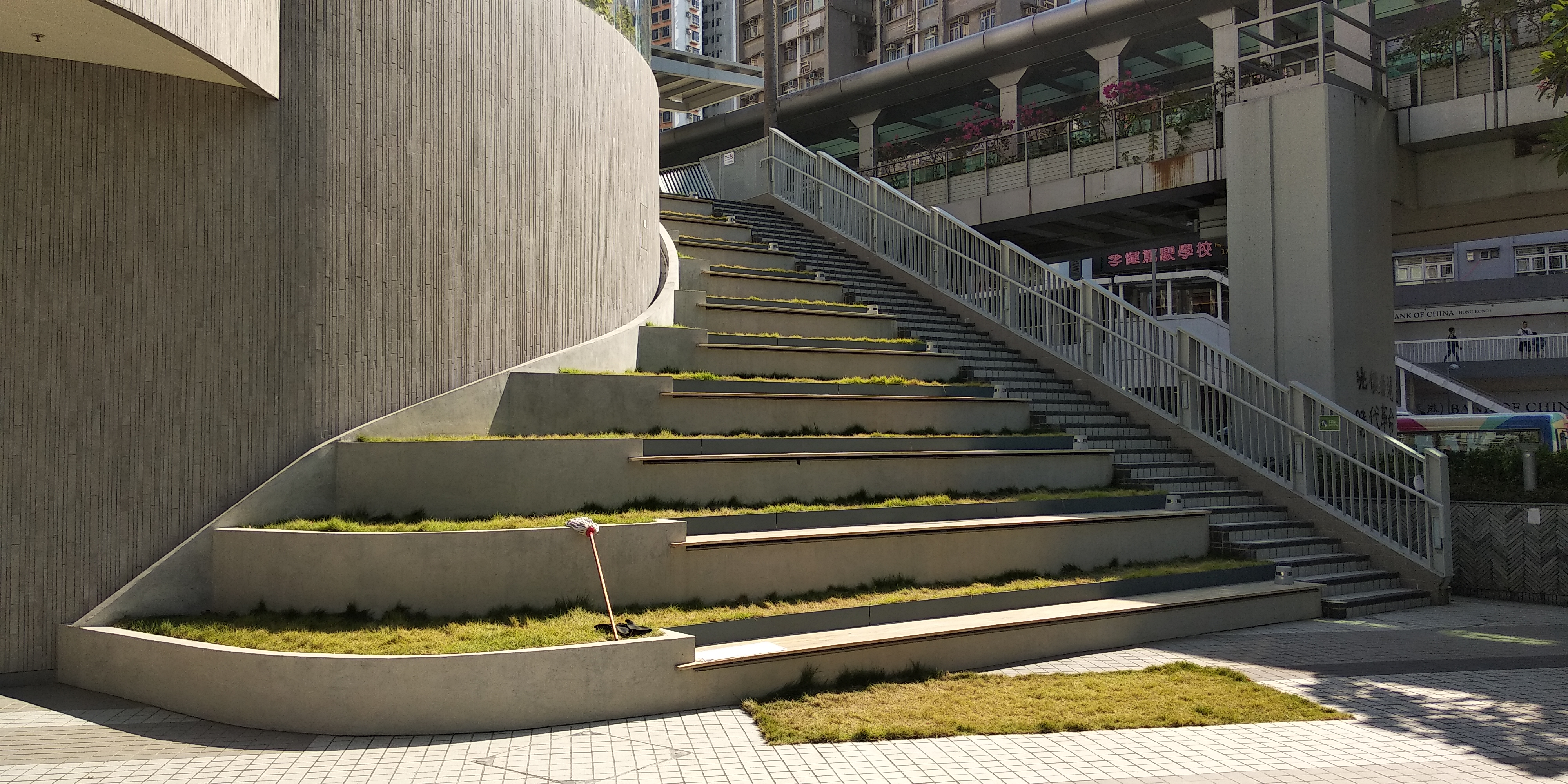
西樓角花園的階梯式設計

### 行人天橋
重建後的西樓角花園設有三條接駁天橋，以改善區內及花園的連接。其中一條天橋由富華中心匯豐銀行對出接駁至地面，並連接青山公路－荃灣段、花園及會堂內；另外一條有蓋天橋則連接富華中心及荃灣站；其餘一條則為吊橋，連接青山公路－荃灣段的既有行人天橋及平台花園，採用吊橋的原因，是因為橋樑下方為渠務設施，不能興建樁柱。

### 多用途活動中心
重建後的西樓角花園的下層設有一個多用途活動中心，為社區會堂。社區會堂佔花園約一半空間，內置可容納200人的多用途活動室及洗手間、育嬰室。社區會堂由民政事務署管理，現僅開放予政府部門、公營機構、註冊社團、資助福利團體、資助教育機構、慈善團體、立法會議員辦事處、區議員辦事處與政府認可地方委員會租用。

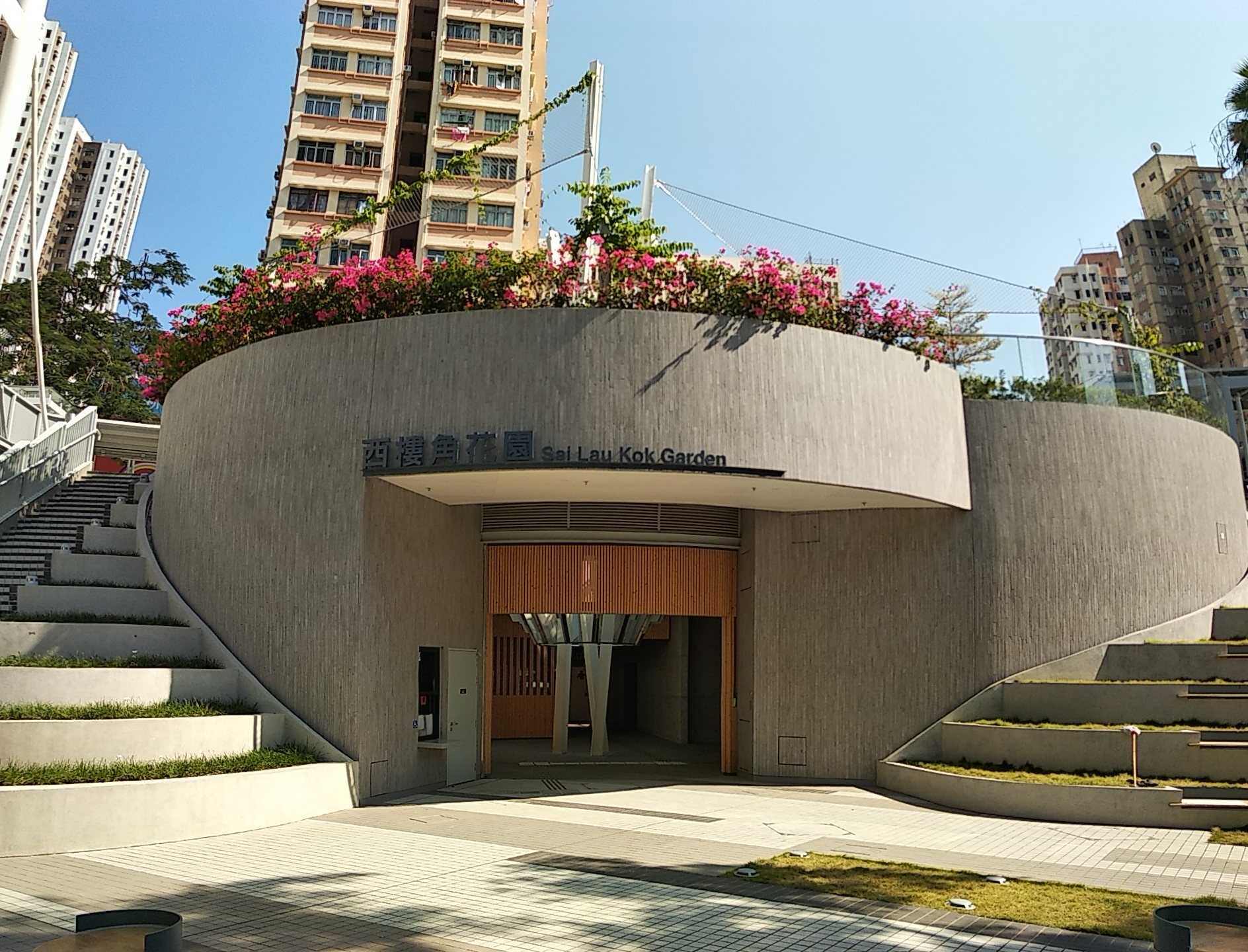
多用途活動中心
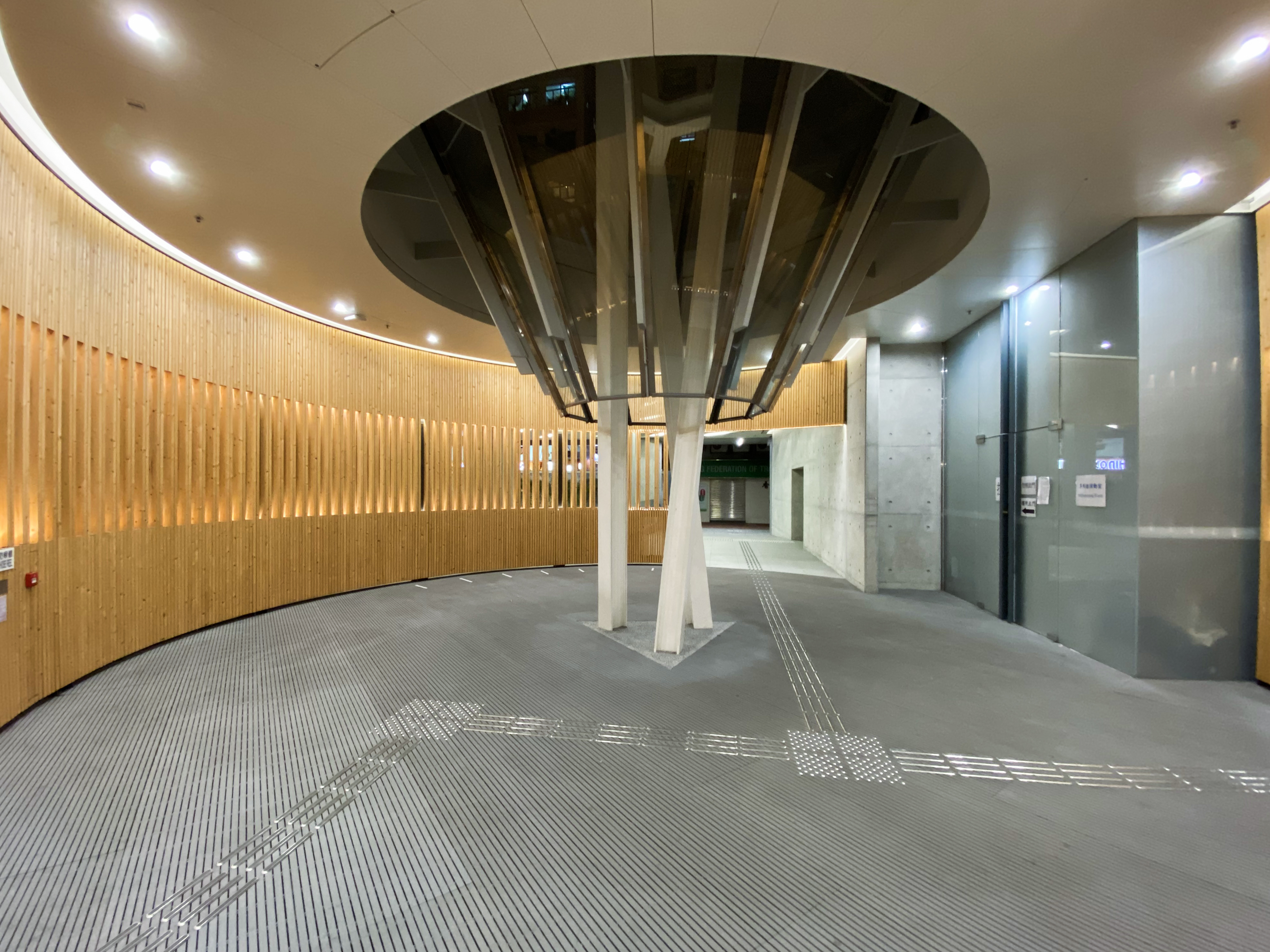
多用途活動中心入口
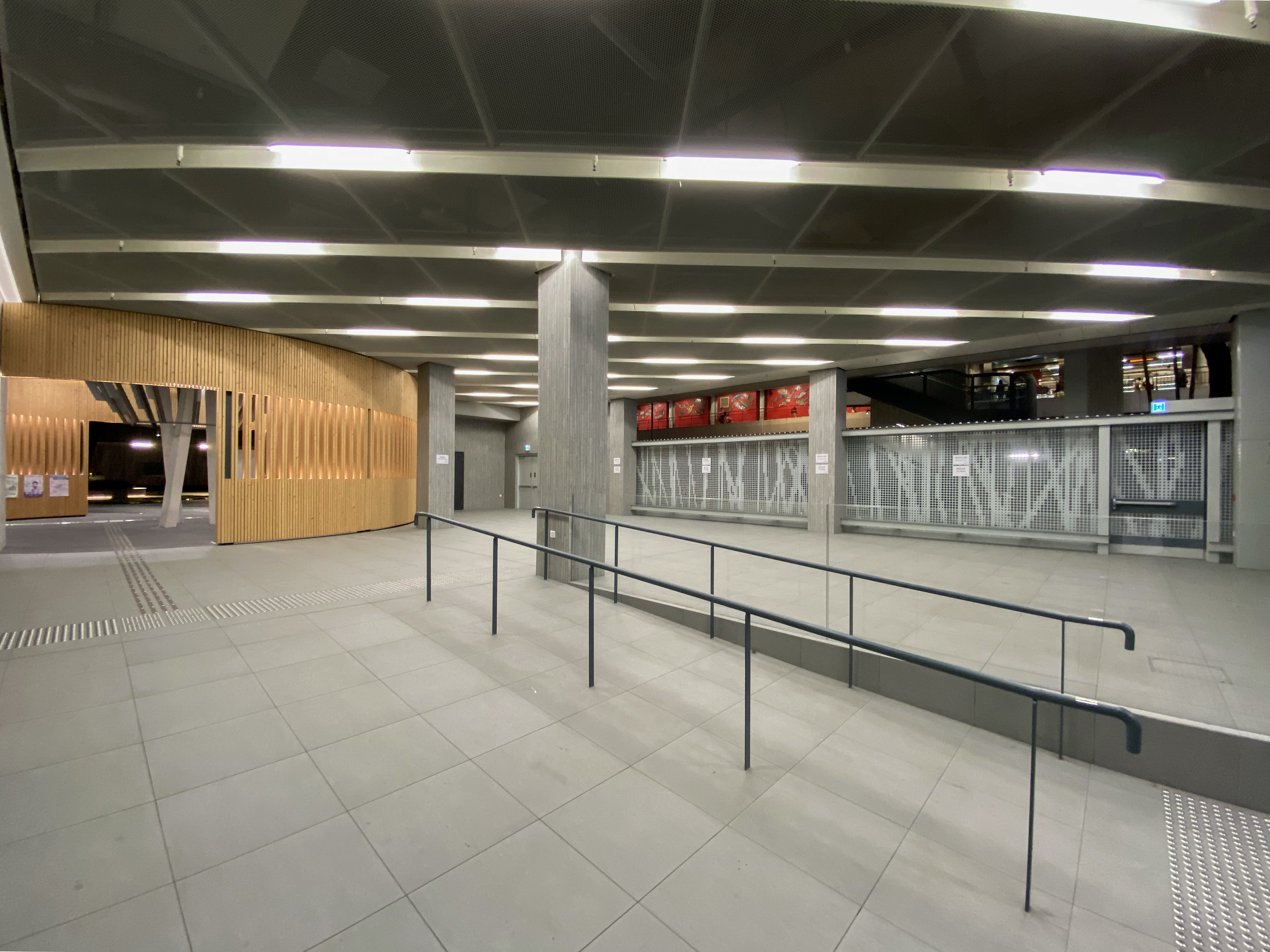
多用途活動中心外的有蓋空間
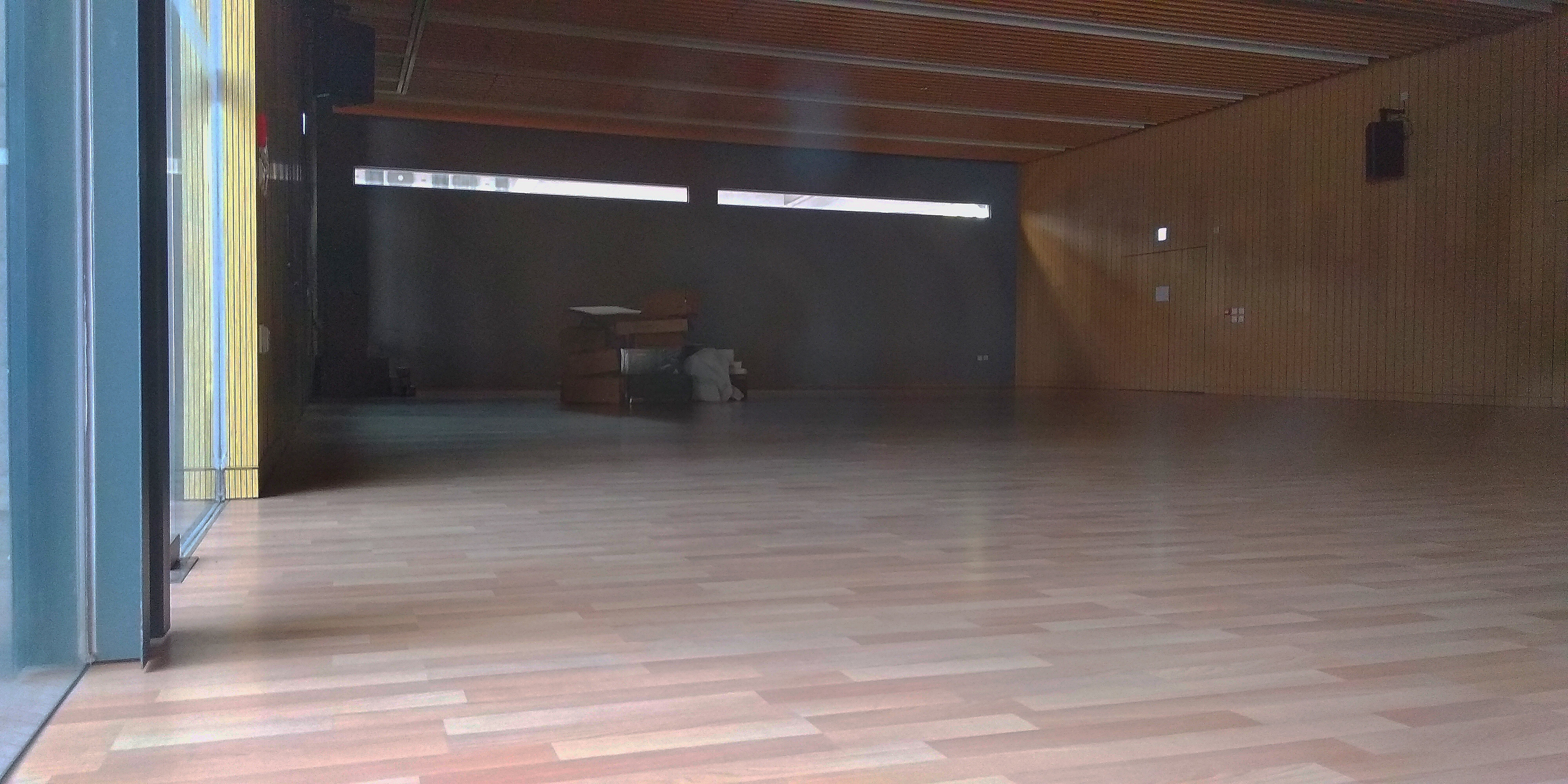
多用途活動室內部

### 引入區內歷史的設計
荃灣區內原有不少漁村，因此公園以此為靈感，如扶手圍攔採用梯型設計象徵魚鱗；多用途活動中心入口上方的漏斗型設計，在雨天時能將雨水引到地下入口，靈感來自重建前西樓角花園的噴水池。

## 重建工程爭議
西樓角花園的重建工程帶來了「大白象」工程、大量伐木和偷步展開工程、或對附近居民構成滋擾等爭議，惟這些爭議最終亦無阻重建工程的進行。

### 成本效益

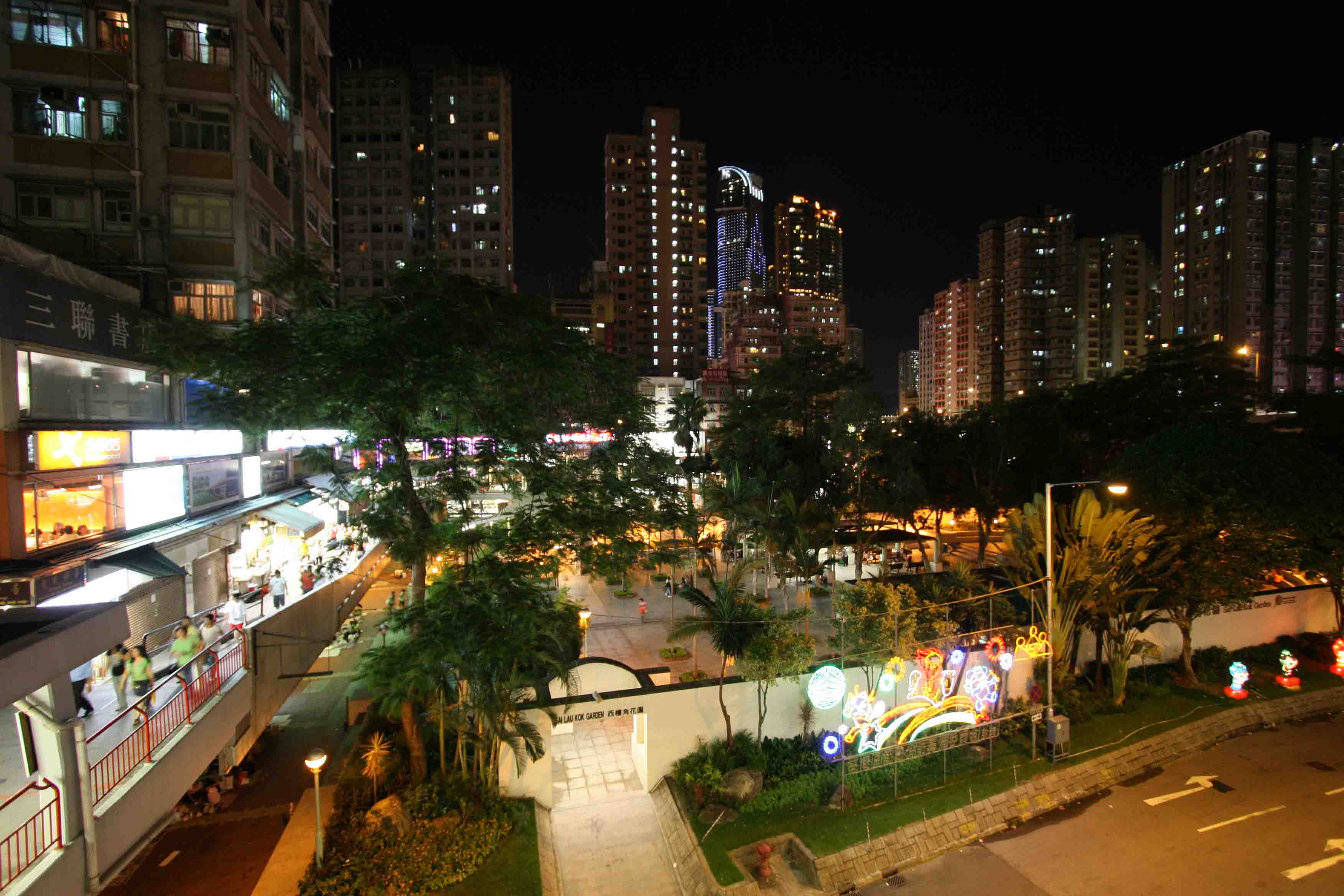
重建前的西樓角花園（2008年8月3日攝）

部份地區人士認為西樓角花園的重建工程屬將貨就價，為「大白象」工程。工黨趙恩來稱，荃灣區議會決議進行該項重建工程時，距離時任香港特別行政區行政長官梁振英提出為各區預留一億元推社行區重點項目計劃僅兩個月，批評重建花園的決策過程倉促，漠視居民意見。有政黨表示，其於一星期内於區內進行問卷調查顯示，212名受訪居民中有58%反對重建計劃。公民黨陳琬琛亦稱，他曾提出於該處興建交通樞紐，但不獲接納。就此，屬於建制派的民主建港協進聯盟陳恒鑌稱，他亦一直希望於該處興建交通樞紐，但遭附近居民以影響景觀為由反對。
香港立法會多名時任民主派議員也質疑重建西樓角花園並不符合成本效益。工黨李卓人指，重建花園後僅增設一個約2000平方英尺的多用途活動室，即花費約一億元。陳恒鑌則稱，荃灣的天橋經常擠滿人，有關工程有助緩衝及分流，而且整個荃灣的社區會堂使用率極高，加上人口增長的因數，既有的社區會堂使用率高達80%至100%；至於活動室面積僅有2000平方英尺，則是因地下有渠，涉大量工程，一億元未必能夠處理。2015年8月16日中午，多個民主派組織到花園外請願，要求政府擱置工程。他們指，以一億元建造一間只有2000平方英尺的活動室，呎價達5萬元，比山頂豪宅更昂貴。
時任荃灣區區議員黃偉傑在2019年接受香港01採訪時表示，從當時政府的基建項目撥款情況看，耗資一億元的基建並不算昂貴。他認為西樓角花園雖位處荃灣市中心的黃金地段，但之前使用率一直偏低，並相信新花園啟用後，使用率會有所提升。同年，工黨趙恩來在西樓角花園重建工程完成並重新啓用後接受香港01採訪時表示，花園啟用後，平日有居民於該處休息、跳舞，惟使用率並不算高，並謂最多人使用花園的時候就是播放梁天琦的紀錄片（《地厚天高》）和《消失的檔案》當時。他指，用如此鉅資把花園拆了再重建很無謂。

### 大量伐木並偷步展開工程

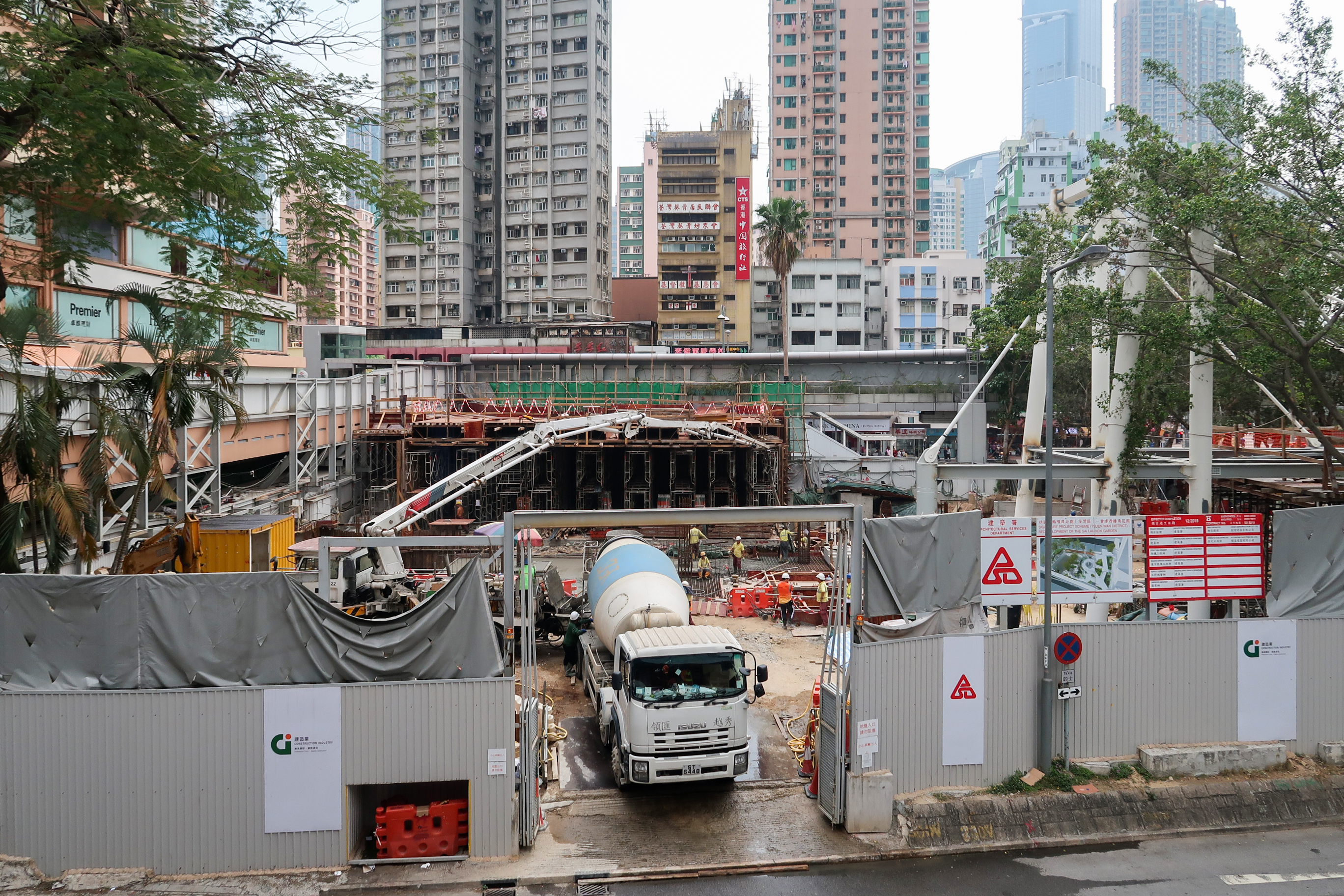
花園重建期間有大量樹木被斬，引起多個民主派組織批評（2018年3月29日攝）

建築署委託的工人於2015年8月14日移除西樓角花園的4棵樹，其時花園重建工程只獲得立法會工務小組同意，仍未獲得立法會財務委員會撥款通過。16日中午，多個民主派組織到花園外請願，譴責政府偷步進行工程及斬樹。新民主同盟綠楊區社區主任王珮芝指，政府部門於4月開始，已圍封地盤、拆涼亭。他們要求政府擱置有關「偷步」工程。由於花園重建後將有一層上蓋，花園內的73棵樹在重建後只會有24棵留下，因此他們亦認為興建一個面積2000平方英尺的活動室屬得不償失。

### 或對附近居民構成滋擾
2015年，時任香港立法會議員、屬人民力量的陳偉業稱，當時三棟屋公園、賽馬會德華公園等地早上的「大媽舞」活動已引來很多居民投訴，而花園重建後或會有更多「大媽」在廣場跳舞，使該平台花園有機會成為「大媽廣場」、「大媽舞中心」，對附近居民構成滋擾。2019年，時任荃灣區區議員黃偉傑接受香港01採訪時，也表示有議員及市民擔心西樓角花園啟用後會變成「大媽舞廣場」，惟由於西樓角花園的公園部分屬於公眾空間，每日24小時開放，因此所有人都有權使用；至於日後若有出現因使用而構成滋擾的情況，他稱會視乎情況處理。

## 「七彩棱瓏」藝術裝置
2023年夏天，旅遊事務署主辦「藝遊未盡·荃灣」，其中西樓角花園設置了由國際知名的設計二人組合設計的藝術品「七彩棱瓏」。組合從荃灣的各項元素中擷取靈感，配合西樓角花園的地貌創作出該藝術品，其中五顏六色的長方體像積木般堆疊，連地下也髹上彩色。作品不只為荃灣的多元特色並存而謳歌，亦把朝氣和活力注入西樓角花園，為本來簡約的西樓角花園營造耳目一新的氛圍。組合中來自美國的希望大家與該藝術品互動時可親歷其境。
然而，有市民称坐於藝術裝置後遭保安「大喝」並驅趕，保安更聲稱“坐爛（藝術品）要賠錢”。设计者、主办方與康樂及文化事務署回应並重申該公共藝術品並不脆弱，故容許並欢迎大家接觸和随意使用，而只需注意公共环境安全。

## 外部連結
- (PDF). 香港立法會財務委員會工務小組委員會 (报告). 2015-06-01  [2019-12-29]. （原始内容存档 (PDF)于2019-11-01）.
- 陳恆鑌. . 文匯報. 2015-11-09  [2019-12-29]. （原始内容存档于2019-12-29）.
- 羅少傑. . 羅少傑議員辦事處. 2019  [2019-12-29]. （原始内容存档于2019-03-12）.